# Campanula scouleri
Campanula scouleri là loài thực vật có hoa trong họ Hoa chuông. Loài này được Hook. ex A.DC. mô tả khoa học đầu tiên năm 1830.